# Khalid Shebani
Khalid Shebani ist ein ehemaliger libyscher Radrennfahrer.

## Sportliche Laufbahn
Shebani war im Straßenradsport und im Bahnradsport aktiv. Er war Teilnehmer der Olympischen Sommerspiele 1980 in Moskau. Im 1000-Meter-Zeitfahren belegte er beim Sieg von Lothar Thoms den 17. Platz.
Im Mannschaftszeitfahren wurde Libyen mit Khalid Shebani, Ali Hamid El-Aila, Mohamed El-Kamaa und Nuri Kaheil auf dem 21. Rang klassiert.